# Самет
Самет (тайск. เกาะเสม็ด) — небольшой (13,1 км²) остров в Сиамском заливе, административно относится к провинции Районг в 6,5 км к югу от континента. Имеется один небольшой населенный пункт, деревня Надан. Отели бунгального типа имеются практически на всех основных пляжах острова. Самет — самый большой из небольшой группы островов, расположенных недалеко от берега.
Самет — популярное место для любителей спокойного отдыха. На острове, входящем в состав национального парка Кхао Лаем Йа — Му Ко Самет, слабо развита индустрия развлечений, зато сохранены леса с богатой флорой и фауной.
Кроме пляжного отдыха, на острове популярны виндсёрфинг, парусный спорт и водные лыжи. Посещение острова — платное.
Средние температуры воздуха и воды в течение года — +26 — +29 °С, но в апреле — сентябре — сезон дождей.

## Галерея

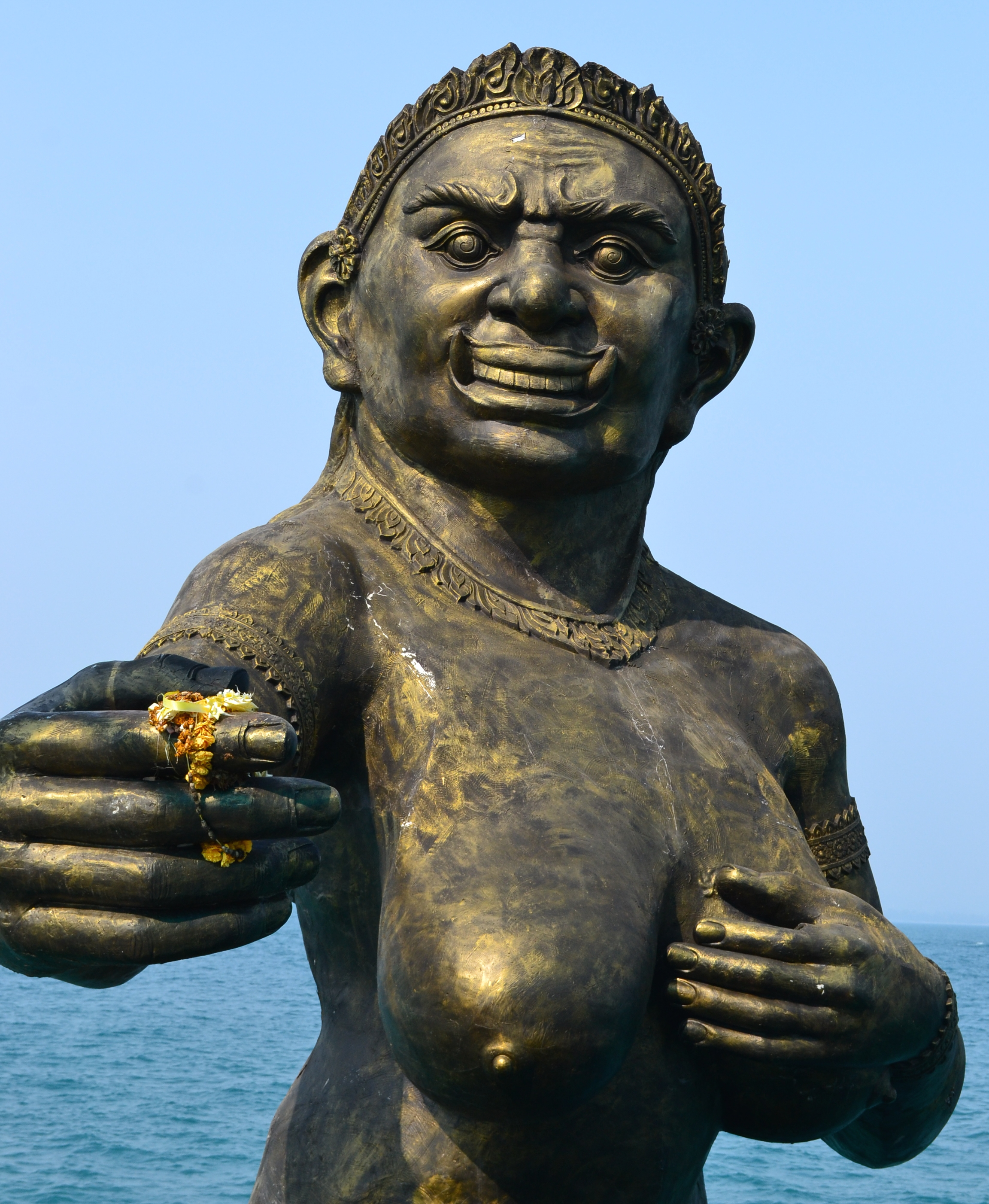
Статуя морской великанши у пристани
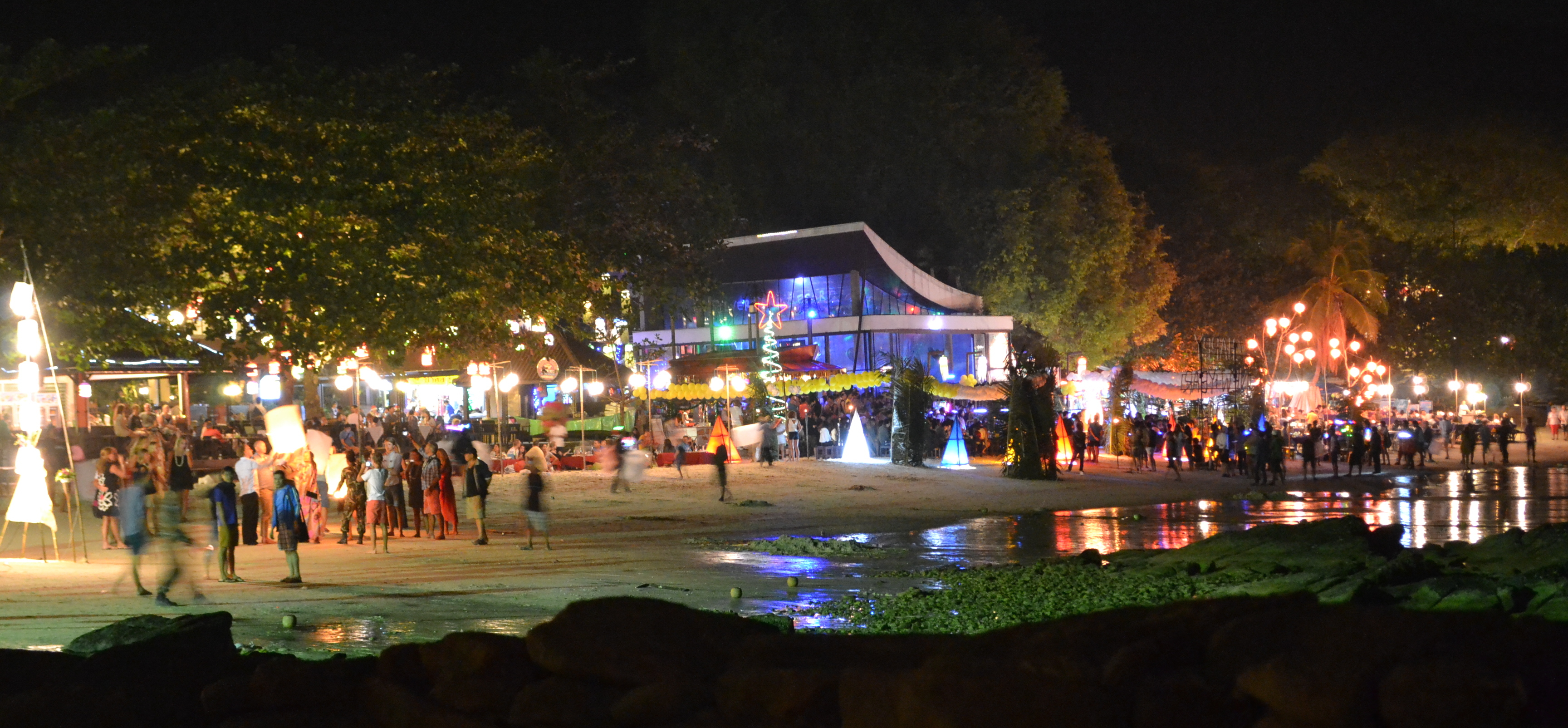
Главный пляж острова ночью